# Tlacotalpan
Tlacotalpan er en mexicansk by i delstaten Veracruz. Byen har ca. 9000 indbygger. Tlacotalpan ligger geografisk ved den store flod Papaloapan og er placeret ca. 90 km syd for byen Veracruz. Tlacotalpan blev grundlagt i midten af 1500 tallet. I 1800 tallet havde byen en gylden periode, da dens havn fik betydning for eksport af bl.a. træ, tobak og bomuld. Tlacotalpan kom i 1998 med på UNESCOs verdensarvsliste. En udnævnelse som skyldes at byplanlægningen og arkitekturen i Tlacotalpan repræsenterer en unik blanding af spansk og caribiske tradition. Byen er i dag, (2011), kendt for sin årlige kyndelmisse festival samt for sine cedertræs møbler og for sin Empanadas de Guayaba (en kage). Dagtemperaturen i Tlacotalpan svinger fra 35 grader om sommeren til 15 grader om vinteren. Ved kyndelmissen i starten af februar kan der være risiko for en frisk vind.